# 秋田奈津子
秋田 奈津子（あきた なつこ、1981年9月18日 - ）は日本のフリーアナウンサー。TCP-Artist所属。

## 人物
静岡県出身で東京学芸大学卒業。競馬観戦が趣味で、競馬の仕事も多く担当している。小学校教諭第一種免許、幼稚園教諭第一種免許、食生活アドバイザー3級の資格を保有している。また、合唱歴が12年ある。
2016年に会社員の一般男性と結婚。2020年2月3日、第1子妊娠を公表。4月28日、第1子出産を報告。

## 出演番組

### 現在
- グリーンチャンネル地方競馬中継 - MC（2021年6月 -）、コメンテーター（2018年4月 -、本来担当の赤見千尋の育児休暇に伴うピンチヒッターとしてデビュー。その後も赤見、荘司典子とのローテーションで出演）
- グリーンチャンネル「トラックマンTV」 - アシスタント（2019年1月 - 2020年3月・10月 - )
- 川崎競馬スパーキングトークLIVE（川崎競馬場公式YouTubeチャンネル）- 原則、開催初日

### 過去
- デイリーニュース（J:COM北関東（西））キャスター[2]
- デイリーニュース（J:COM八王子）キャスター
- 川崎競馬・重賞レース（CS678ch）インタビュアー[2]
- ビックカメラテレビ通販本店（BS11）ナビゲーター[2]
- 南関東地方競馬シリーズ（CS120ch）キャスター[2]
- いきいき越谷（テレ玉）キャスター[2]
- ウレスジ!（BS-TBS）リポーター[2]
- ひるたま（テレ玉）レポーター[2]
- ごごたま（テレ玉）レポーター[2]
- グリーンチャンネル中央競馬中継 - 日曜午後キャスター[2]